# Куэнка-дель-Энарес

Куэнка-дель-Энарес (исп. Cuenca del Henares)  — район (комарка) в Испании, входит в провинцию Мадрид в составе автономного сообщества Мадрид.

## Муниципалитеты
1. Анчуэло
2. Арганда-дель-Рей
3. Кампо-Реаль
4. Корпа
5. Лоэчес
6. Лос-Сантос-де-ла-Умоса
7. Мехорада-дель-Кампо
8. Нуэво-Бастан
9. Ольмеда-де-лас-Фуэнтес
10. Песуэла-де-лас-Торрес
11. Посуэло-дель-Рей
12. Ривас-Васиамадрид
13. Санторкас
14. Торрес-де-ла-Аламеда
15. Вальверде-де-Алькала
16. Велилья-де-Сан-Антонио
17. Вильяльбилья